# Jürgen Maass
Jürgen Maass, eigentlich Jürgen Maaß, (* 7. Juni 1908 in Stuttgart; † 1981 in Lübeck) war ein deutscher Bildhauer.

## Leben
Jürgen Maass war ein Sohn des Gartenarchitekten Harry Maasz aus dessen erster Ehe mit Eugenie Margarethe Adelheid, geb. Laubreiß (* 1882). Ab 1912 wuchs er in Lübeck auf. Er studierte an der Berliner Akademie (heute Universität der Künste Berlin) und war Meisterschüler von Ludwig Gies. In den 1930er Jahren wurde er Teil der Ateliergemeinschaft Klosterstraße. Sein Atelier im Obergeschoss wurde, ebenso wie das von Herbert Tucholski, am 25. Mai 1944 bei einem Luftangriff zerstört.
1945 kam Maass nach Bad Schwartau, wo er sich nur langsam einen neuen Wirkungskreis aufbauen konnte. Er schuf Büsten, Mosaiken und übernahm die künstlerische Gestaltung von Gartenanlagen.

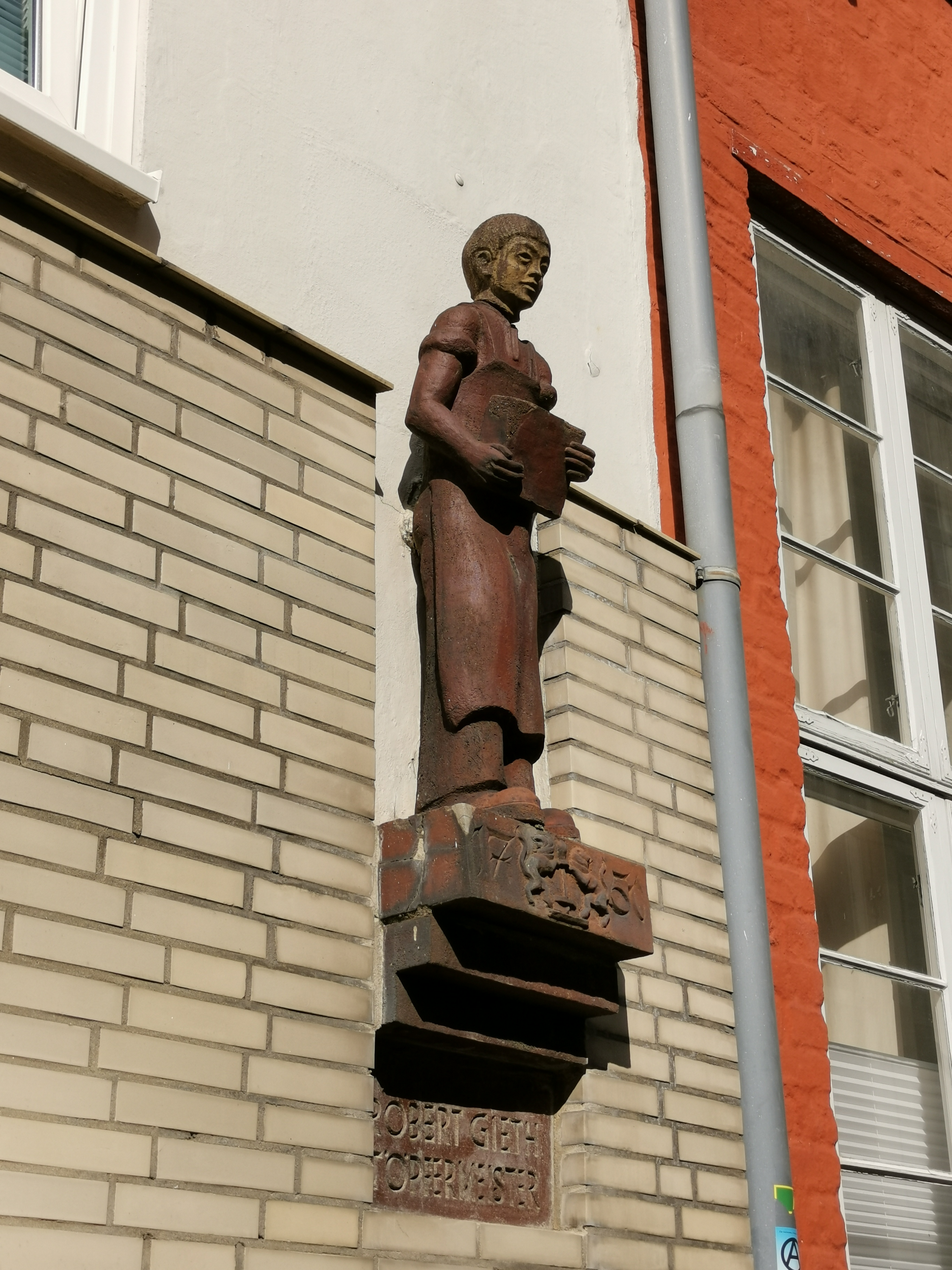
Portalfigur „Der Töpter“ am Wohnhaus Fischergrube 22, Lübeck

## Werke
- Sportreliefs, Olympiagelände Berlin[2]
- Der Töpfer (1936), Fischergrube 22, früher 63[3]
- Büste Gustaf Gründgens als Hamlet (1938), Theatermuseum Düsseldorf[4]
- Erweiterung des von seinem Vater entworfenen Ehrenhains im Riesebusch, Bad Schwartau, um eine Gedenkstätte für die Opfer des 2. Weltkriegs (1957)[5]